# Gran Premio di superbike dell'Osterreichring 1989
Il Gran Premio di Superbike dell'Osterreichring 1989 è stato disputato il 2 luglio sul Österreichring e ha visto la vittoria di Alex Vieira in gara 1, mentre la gara 2 è stata vinta da Stéphane Mertens .
Si è trattato della quinta prova dell'anno, per il secondo anno consecutivo presente nel calendario iridato; la prima manche si è disputata in condizioni di tempo asciutto, mentre la seconda si è svolta sul bagnato. 

## Risultati

### Gara 1

#### Arrivati al traguardo[3]
| Pos. | Nº  | Pilota               | Motocicletta | Tempo     | Griglia | Punti |
| ---- | --- | -------------------- | ------------ | --------- | ------- | ----- |
| 1º   | 6   | Alex Vieira          | Honda        | 34:58.387 | 2º      | 20    |
| 2º   | 31  | Raymond Roche        | Ducati       | +0:00.182 | 1º      | 17    |
| 3º   | 4   | Stéphane Mertens     | Honda        | +0:00.619 | 4º      | 15    |
| 4º   | 120 | Massimo Broccoli     | Ducati       | +0:00.810 | 8º      | 13    |
| 5º   | 2   | Fabrizio Pirovano    | Yamaha       | +0:01.162 | 20º     | 11    |
| 6º   | 100 | Baldassarre Monti    | Ducati       | +0:01.331 | 6º      | 10    |
| 7º   | 9   | Malcolm Campbell     | Honda        | +0:01.656 | 5º      | 9     |
| 8º   | 24  | Anders Andersson     | Yamaha       | +0:03.204 | 10º     | 8     |
| 9º   | 10  | Terry Rymer          | Yamaha       | +0:06.243 | 16º     | 7     |
| 10º  | 19  | Jari Suhonen         | Yamaha       | +0:06.407 | 15º     | 6     |
| 11º  | 1   | Fred Merkel          | Honda        | +0:07.073 | 3º      | 5     |
| 12º  | 29  | Patrick Igoa         | Kawasaki     | +0:09.847 | 9º      | 4     |
| 13º  | 77  | Giancarlo Falappa    | Bimota       | +0:17.034 | 11º     | 3     |
| 14º  | 16  | Pierre Bolle         | Kawasaki     | +0:22.411 | 14º     | 2     |
| 15º  | 26  | Ernst Gschwender     | Suzuki       | +0:23.005 | 12º     | 1     |
| 16º  | 21  | Paul Iddon           | Yamaha       | +0:23.373 | 17º     |       |
| 17º  | 35  | Jean-Michel Mattioli | Honda        | +0:24.363 | 13º     |       |
| 18º  | 46  | René Delaby          | Honda        | +0:24.792 | 18º     |       |
| 19º  | 11  | Roger Burnett        | Honda        | +0:27.597 | 21º     |       |
| 20º  | 15  | Éric Delcamp         | Yamaha       | +0:29.345 | 23º     |       |
| 21º  | 115 | Wolfgang Von Muralt  | Honda        | +0:33.301 | 31º     |       |
| 22º  | 28  | Marino Fabbri        | Bimota       | +0:52.512 | 22º     |       |
| 23º  | 50  | Hans Lindner         | Honda        | +1:02.100 | 36º     |       |
| 24º  | 44  | Jeffry de Vries      | Yamaha       | +1:02.485 | 32º     |       |
| 25º  | 67  | Sven Seidel          | Suzuki       | +1:06.005 | 39º     |       |
| 26º  | 118 | Mauro Ricci          | Kawasaki     | +1:06.371 | 30º     |       |
| 27º  | 39  | Michael Galinski     | Yamaha       | +1:13.655 | 25º     |       |
| 28º  | 81  | Johann Parzer        | Yamaha       | +1:19.208 | 35º     |       |
| 29º  | 66  | Anton Heiler         | Bimota       | +1:19.332 | 34º     |       |
| 30º  | 65  | Anton Gruschka       | Honda        | +1:20.198 | 33º     |       |
| 31º  | 53  | Johann Oemmer        | Yamaha       | +1:20.412 | 49º     |       |
| 32º  | 73  | Piergiorgio Bontempi | Honda        | +1:21.095 | 43º     |       |
| 33º  | 45  | Mile Pajic           | Kawasaki     | +1:39.665 | 45º     |       |
| 34º  | 69  | Thomas Franz         | Honda        | +1:39.999 | 51º     |       |
| 35º  | 91  | Robert Mitter        | Honda        | +1:40.131 | 37º     |       |
| 36º  | 90  | Michael Schön        | Honda        | +1:40.857 | 44º     |       |
| 37º  | 105 | Urs Meier            | Honda        | +1:41.170 | 41º     |       |
| 38º  | 110 | Alan Benedetti       | Yamaha       | +1:42.043 | 50º     |       |
| 39º  | 104 | Robert Schäfli       | Honda        | +2 giri   | 48º     |       |
| 40º  | 82  | Alois Hager          | Honda        | +2 giri   | 46º     |       |
| 41º  | 41  | Peter Krummenacher   |              | +3 giri   | 47º     |       |

#### Ritirati
| Nº | Pilota           | Motocicletta | Giri     | Griglia |
| -- | ---------------- | ------------ | -------- | ------- |
| 95 | Antonio García   |              | +1 giro  | 27º     |
| 51 | Karl-Heinz Riegl |              | +1 giro  | 29º     |
| 43 | Michel Simul     |              | +1 giro  | 19º     |
| 34 | Hervé Moineau    |              | +9 giri  | 26º     |
| 3  | Davide Tardozzi  |              | +11 giri | 7º      |
| 92 | Harald Oberfrank |              | +11 giri | 40º     |
| 30 | Thierry Crine    |              | +14 giri | 28º     |
| 70 | Karl Katoch      |              | +17 giri | 42º     |
| 36 | Peter Rubatto    |              | +17 giri | 24º     |

### Gara 2

#### Arrivati al traguardo[4]
| Pos. | Nº  | Pilota               | Motocicletta | Tempo     | Griglia | Punti |
| ---- | --- | -------------------- | ------------ | --------- | ------- | ----- |
| 1º   | 4   | Stéphane Mertens     | Honda        | 35:28.937 | 4º      | 20    |
| 2º   | 2   | Fabrizio Pirovano    | Yamaha       | +0:01.009 | 20º     | 17    |
| 3º   | 1   | Fred Merkel          | Honda        | +0:06.945 | 3º      | 15    |
| 4º   | 120 | Massimo Broccoli     | Ducati       | +0:11.558 | 8º      | 13    |
| 5º   | 29  | Patrick Igoa         | Kawasaki     | +0:12.261 | 9º      | 11    |
| 6º   | 9   | Malcolm Campbell     | Honda        | +0:13.799 | 5º      | 10    |
| 7º   | 19  | Jari Suhonen         | Yamaha       | +0:16.235 | 15º     | 9     |
| 8º   | 6   | Alex Vieira          | Honda        | +0:16.380 | 2º      | 8     |
| 9º   | 24  | Anders Andersson     | Yamaha       | +0:18.817 | 10º     | 7     |
| 10º  | 31  | Raymond Roche        | Ducati       | +0:34.013 | 1º      | 6     |
| 11º  | 26  | Ernst Gschwender     | Suzuki       | +0:41.608 | 12º     | 5     |
| 12º  | 3   | Davide Tardozzi      | Bimota       | +0:53.139 | 7º      | 4     |
| 13º  | 118 | Mauro Ricci          | Kawasaki     | +1:09.393 | 30º     | 3     |
| 14º  | 100 | Baldassarre Monti    | Ducati       | +1:13.648 | 6º      | 2     |
| 15º  | 46  | René Delaby          | Honda        | +1:37.425 | 18º     | 1     |
| 16º  | 21  | Paul Iddon           | Yamaha       | +1:39.819 | 17º     |       |
| 17º  | 16  | Pierre Bolle         | Kawasaki     | +1:43.584 | 14º     |       |
| 18º  | 39  | Michael Galinski     | Yamaha       | +1:57.704 | 25º     |       |
| 19º  | 73  | Piergiorgio Bontempi | Honda        | +2:03.189 | 43º     |       |
| 20º  | 105 | Urs Meier            | Honda        | +2:04.969 | 41º     |       |
| 21º  | 65  | Anton Gruschka       | Honda        | +2:16.617 | 33º     |       |
| 22º  | 115 | Wolfgang Von Muralt  | Honda        | +2:17.940 | 31º     |       |
| 23º  | 44  | Jeffry de Vries      | Yamaha       | +2:19.925 | 32º     |       |
| 24º  | 66  | Anton Heiler         | Bimota       | +2:23.533 | 34º     |       |
| 25º  | 69  | Thomas Franz         | Honda        | +1 giro   | 51º     |       |
| 26º  | 81  | Johann Parzer        | Yamaha       | +1 giro   | 35º     |       |
| 27º  | 104 | Robert Schäfli       | Honda        | +1 giro   | 48º     |       |
| 28º  | 90  | Michael Schön        | Honda        | +1 giro   | 44º     |       |
| 29º  | 45  | Mile Pajic           | Kawasaki     | +2 giri   | 45º     |       |

#### Ritirati
| Nº  | Pilota               | Motocicletta | Giri     | Griglia |
| --- | -------------------- | ------------ | -------- | ------- |
| 28  | Marino Fabbri        | Bimota       | +4 giri  | 22º     |
| 50  | Hans Lindner         | Honda        | +7 giri  | 36º     |
| 15  | Éric Delcamp         | Yamaha       | +7 giri  | 23º     |
| 70  | Karl Katoch          | Kawasaki     | +8 giri  | 42º     |
| 95  | Antonio García       | Honda        | +9 giri  | 27º     |
| 35  | Jean-Michel Mattioli | Honda        | +11 giri | 13º     |
| 41  | Peter Krummenacher   | Honda        | +11 giri | 47º     |
| 10  | Terry Rymer          | Yamaha       | +12 giri | 16º     |
| 67  | Sven Seidel          | Suzuki       | +13 giri | 39º     |
| 77  | Giancarlo Falappa    | Bimota       | +13 giri | 11º     |
| 110 | Alan Benedetti       | Yamaha       | +14 giri | 50º     |
| 11  | Roger Burnett        |              | +14 giri | 21º     |
| 82  | Alois Hager          |              | +14 giri | 46º     |
| 51  | Karl-Heinz Riegl     |              | +15 giri | 29º     |